# Науялис, Стасис Симонович
Стасис Симонович Науялис — советский хозяйственный, государственный и политический деятель.

## Биография
Родился в 1914 году в деревне Балберишкис. Член КПСС с 1934 года.
С 1931 года — на хозяйственной, общественной и политической работе. В 1931—1983 гг. — подпольный коммунистический деятель в Литве, участник Великой Отечественной войны, первый секретарь Марьямпольского уездного комитета КП(б) Литвы, первый секретарь Рокишкского уездного комитета КП(б) Литвы, первый секретарь Паневежского городского комитета КП(б) Литвы, секретарь Президиума Верховного Совета Литовской ССР.
Избирался депутатом Верховного Совета Литовской ССР 3-10-го созывов.
Умер в Литве в 2005 году.